# محمد إحسان عبد القدوس
محمد إحسان محمد عبد القدوس صحفي مصري، عضو مجلس نقابة الصحفيين لعدة دورات ورئيس لجنة الحريات بالنقابة، والده الروائي إحسان عبد القدوس، وزوجته هي عفاف محمد الغزالي، ابنة محمد الغزالي، وهو من أعضاء جماعة الإخوان المسلمين، سجن عدة مرات وكان والده مقربًا من السادات رغم اعتقال ابنه، يعتبر الوريث الشرعي لورثة إحسان عبد القدوس الروائية واتخذ موقفًا إيجابيًا منها رغم اختلافه مع والده إلا في رواية في بيتنا رجل، ويؤكد أن والده قد نحى منحىً إسلاميًا في أخر أيامه، وكان عضوًا في حركة كفاية.
تخرج في كلية الحقوق عام 1974م، وبدأ عمله بمجال الصحافة قبل عام من تخرجه حيث عمل صحفيًا بجريدة أخبار اليوم في الفترة بين 1973 حتى 1976، ثم كاتبًا بجريدة الأحرار في الفترة بين عامي 1976 حتى عام 1984، وفي الفترة بين عامي 1976 حتى عام 1986 انضم لأسرة مجلة «الدعوة» كاتبًا ومحررًا، وعبد القدوس من مؤسسي صحيفة الوفد المصرية عام 1984 ومن مؤسسي جريدة الشعب (1986) وكاتب بجريدة أفاق عربية.

## وصلات خارجية
- مقلاته في جريدة الدستور المصرية
- "كيف تزوج ابن الكاتب الليبرالي المتحرر من ابنة الشيخ محمد الغزالي؟". الشروق. 22 فبراير 2020. مؤرشف من الأصل في 2023-06-06. اطلع عليه بتاريخ 2022-01-31.